# Флавий Зигисвулт
Флавий Зигисвулт (на латински: Flavius Sigisvultus) е политик и генерал на Западната Римска империя.

## Биография
Зигисвулт е от готски произход. През 427 г. той е изпратен до Африка при comes Africae, генерал Бонифаций. През 437 г. той е консул заедно с Флавий Аеций. От 440 до края на 448 г. той e magister militum (magister utriusque militiae). Организира боевете против вандалите. През 448 г. става patricius.